# Zagrepčanka
Zagrepčanka é um edifício empresarial em Zagreb, capital da Croácia. O endereço é Savska 41, na interseção da rua Savska com a avenida Vukovar. Zagrepčanka é o edifício mais alto da Croácia, com 94,6 m de altura, e tem 27 pisos. Há um mastro de rádio no topo, o que lhe aumenta la altura para 109 metros. Há dois pisos subterrâneos, utilizados para estacionamento. É servido por seis ascensores.